# San Antonio Hueyotenco
San Antonio Hueyotenco es una localidad mexicana que se ubica en el Estado de México a la altura del kilómetro 37,5 de la carretera federal México-Pachuca en el municipio de Tecámac, entre la cabecera municipal y la Colonia 5 de Mayo.
En sus límites se enlazan la carretera federal México Pachuca y la autopista México Pachuca mediante una desviación.

## Toponimia
Hueyotencotl-Hueyotenco-Hueyotengo
Hueyotenco: Huey-o-tenco: huey, grande; otli, camino; tenca, en la orilla:
“en la orilla del gran camino”.
“en la orilla del camino grande”.
“en la orilla del camino real”.

## Historia
La colonia fue creada a mediados de los 70'S y constaba de tres secciones denominadas Hueyotenco, La camionera y Las campanas, posteriormente se adicionó una más denominada ampliación Hueyotenco que en la actualidad es llamada "Ampliación De La Concepción" con una capilla dedicada a la ya citada virgen de la Inmaculada Concepción. Esta sección fue fundada por alrededor de cinco familias que hoy en día siguen viviendo en la colonia. 
Dentro de la colonia existe una mina de materiales de construcción, donde se cuenta la aparición de una mujer que murió alrededor de los años 80' que aparece en el lugar.
Fue en un inicio poblada por personas que emigraron del interior de la República principalmente de los estados de Zacatecas, San Luis Potosí Jalisco, Puebla e Hidalgo, que hoy en día existen personas que cuentan los inicios de la colonia, ya que dan a conocer que  la colonia fue fundada sin ningún recurso, y los habitantes los fueron adentrando a la colonia.
En esta colonia se ubica el Instituto de protección Civil y Bomberos del Valle de México.

## Educación
La colonia Hueyotenco cuenta con niveles de educación desde preescolar hasta superior entre las que se encuentran las siguientes escuelas:
- Kínder Nezahualcóyotl
- Primaria Alfredo del Mazo Vélez
- Conalep 238
- Preparatoria (Nueva Escuela Tecnológica NET PLANTEL TECAMAC) Cerrada desde 2018-Actualmente
- Secundaria Oficial 778 Agustín González

## Festividades
En esta colonia se celebra:
- Semana Santa: para la iglesia católica.
- 13 de junio: San Antonio de Padua, santo patrono de la colonia para la iglesia católica. El cual es encabezado por la tradicional procesión donde participan las dos capillas.
- 15 de septiembre: Independencia de México.
- 8 de diciembre: La Inmaculada Concepción, santo patrono de la capilla ubicada en los límites de la colonia de religión católica. La cual es una celebración tradicional aproximadamente desde el año 2007.
- Diciembre: 12 de Diciembre Virgen de Guadalupe y posadas. Desde el inicio de estas participan las dos capillas trabajando para hacer las Posadas en las cuales participa el pueblo.